# The Ten
The Ten è un film del 2007 diretto da David Wain.
Il film è stato distribuito in Italia dalla Delta Pictures a partire dal 30 agosto 2008.

## Trama
È una commedia satirica nei confronti delle religioni giudaico-cristiane. Il film è composto da dieci storie, ognuna si ispira ad uno dei dieci comandamenti.